# Рогатка (амфібія)
Рогатка (Ceratophrys, від грец. κέρατο — «ріг», на честь рогоподібних наростів над очима у самців) — рід земноводних родини Рогаткові ряду Безхвості. Має 8 видів.

## Опис
Загальна довжина представників цього роду коливається від 10 до 20 см. Спостерігається статевий диморфізм: самиці більші за самців. Голова та тулуб товсті, мають округлу форму. Голова більша за інших рогаткових. Рот дуже широкий з потужними щелепами. Зуби присутні лише на верхній щелепі. Від повік тягнуться вирости (у різних видів вони різної довжини) з округлістю на кінчику, що нагадують роги. Звідси й походить назва цих земноводних. Втім роги не тверді, мають функцію камуфляжу або приманювання здобичі. Шкіра доволі шорстка. У деяких видів кісткові пластини на спині становлять єдине ціле. в інших — численні «бородавки». Кінцівки короткі, але дуже потужні.
Забарвлення різнобарвне, коливається від зеленуватого до коричнюватого кольору. Часто присутні несиметричні темні плями або цятки.

## Спосіб життя
Полюбляють тропічні та субтропічні ліси, селять уздовж водойм. Ведуть переважно наземний спосіб життя. Повільні земноводні. Є доволі поганими плавцями. Живляться безхребетними, дрібними ссавцями, ящірками, пташенятами, жабами, рибою. Полюють за здобиччю з укриття.
Статева зрілість настає у 1—1,5 року. Парування відбувається методом амплексус (самець передніми лапами зціплюється із самицею та виділяє сперматофори). Самиця відкладає у воду до 5000 яєць.
Тривалість життя до 10 років.

## Розповсюдження
Мешкають у Південній Америці.

## Види
Відомо вісім видів рогаток:
| зображення | наукова назва            | загальновживана назва | ареал                                               |
| ---------- | ------------------------ | --------------------- | --------------------------------------------------- |
|            | Ceratophrys aurita       | Рогатка бразильська   | Бразилія                                            |
|            | Ceratophrys calcarata    | Рогатка колумбійська  | Колумбія й Венесуела                                |
|            | Ceratophrys cornuta      | Рогатка звичайна      | північна частина Південної Америки                  |
|            | Ceratophrys cranwelli    | Рогатка Кранвелла     | Гран-Чако (Аргентина), Болівія, Парагвай і Бразилія |
|            | Ceratophrys joazeirensis |                       | Бразилія                                            |
|            | Ceratophrys ornata       | Рогатка прикрашена    | Аргентина, Уругвай і Бразилія                       |
|            | Ceratophrys stolzmanni   | Ескуерзо              | Еквадор й Перу                                      |
|            | Ceratophrys testudo      | Рогатка черепахова    | Еквадор                                             |

## Галерея

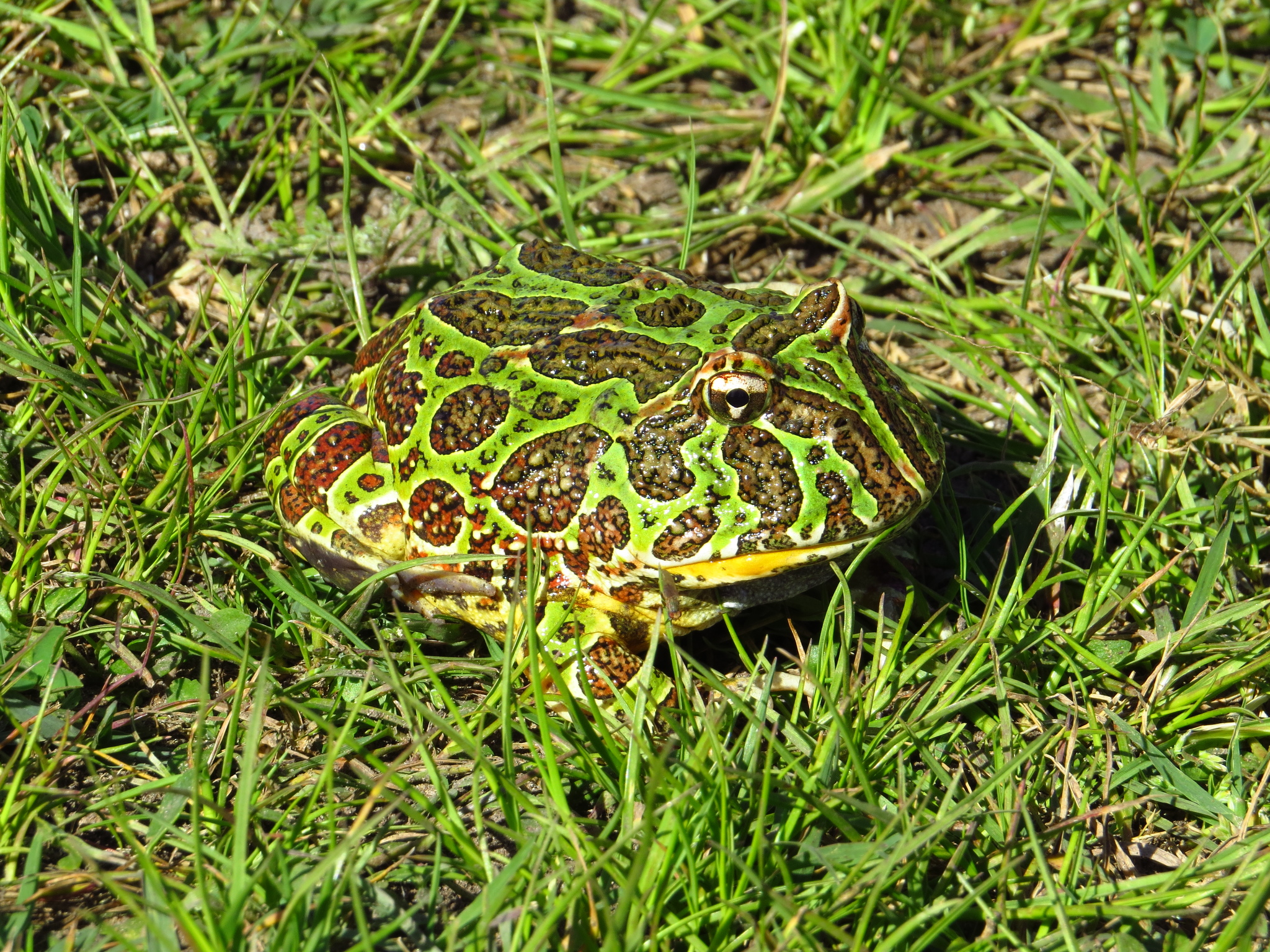
Ceratophrys ornata
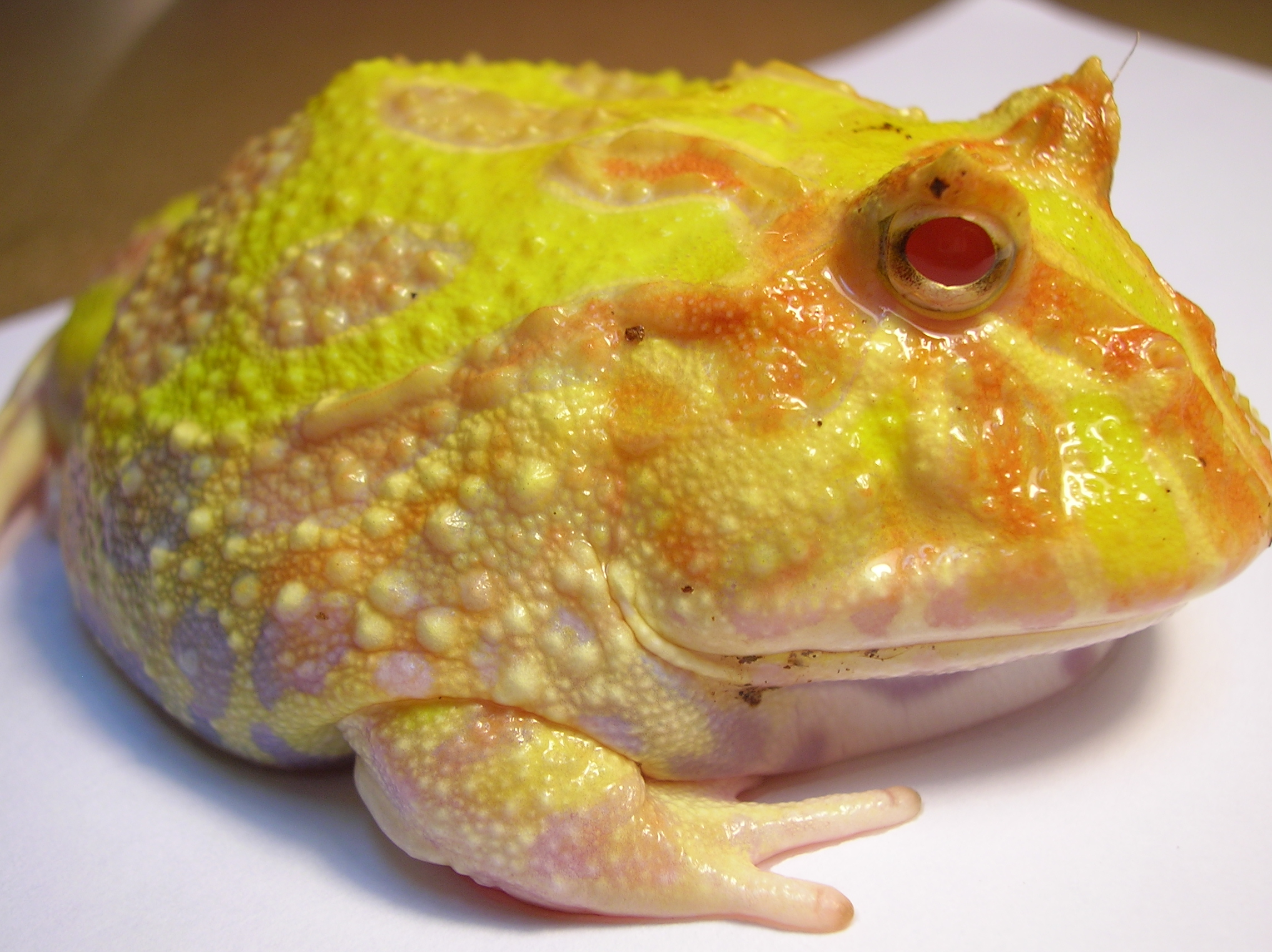
Альбінос Ceratophrys cranwelli
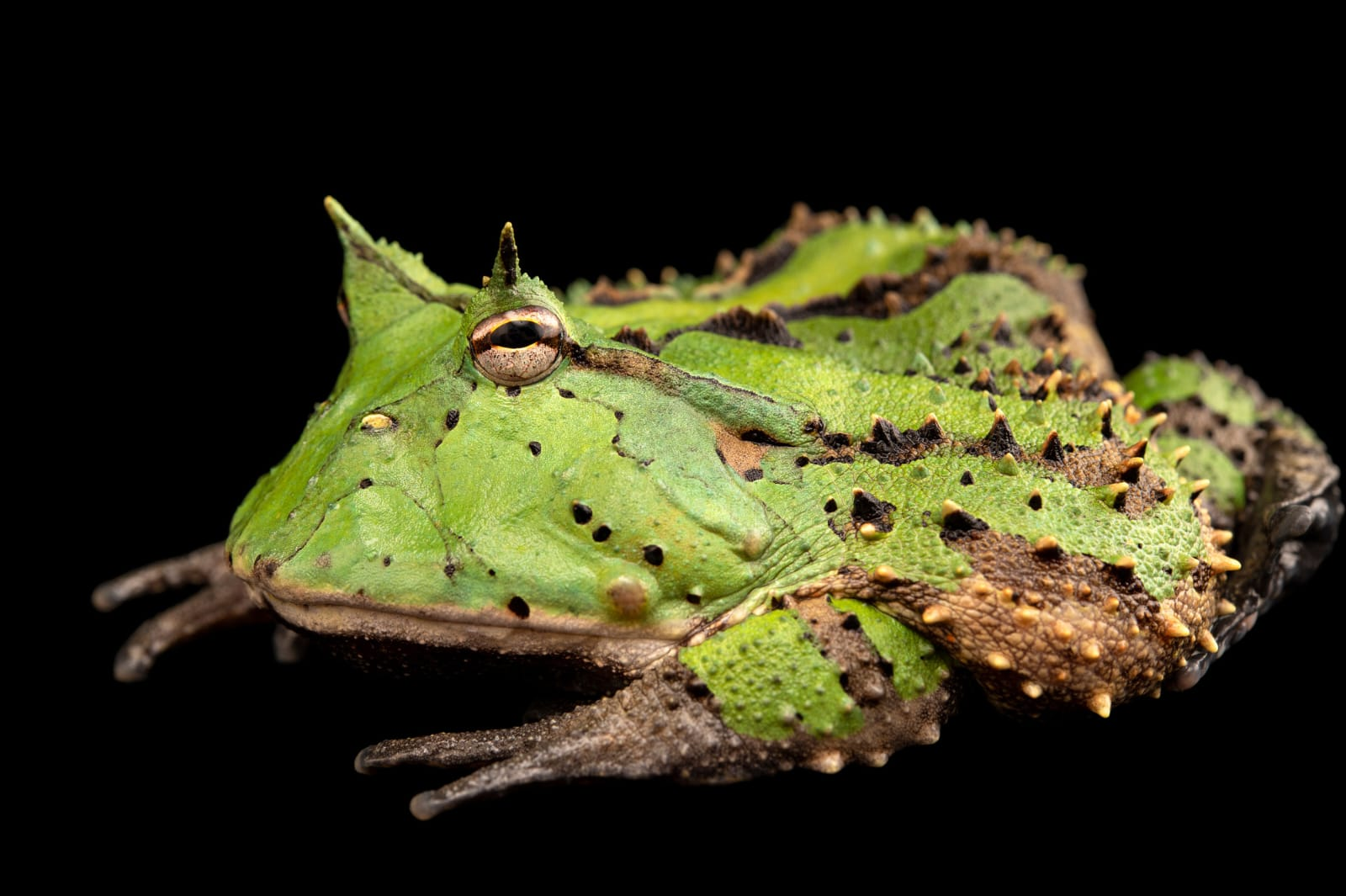
Ceratophrys cornuta
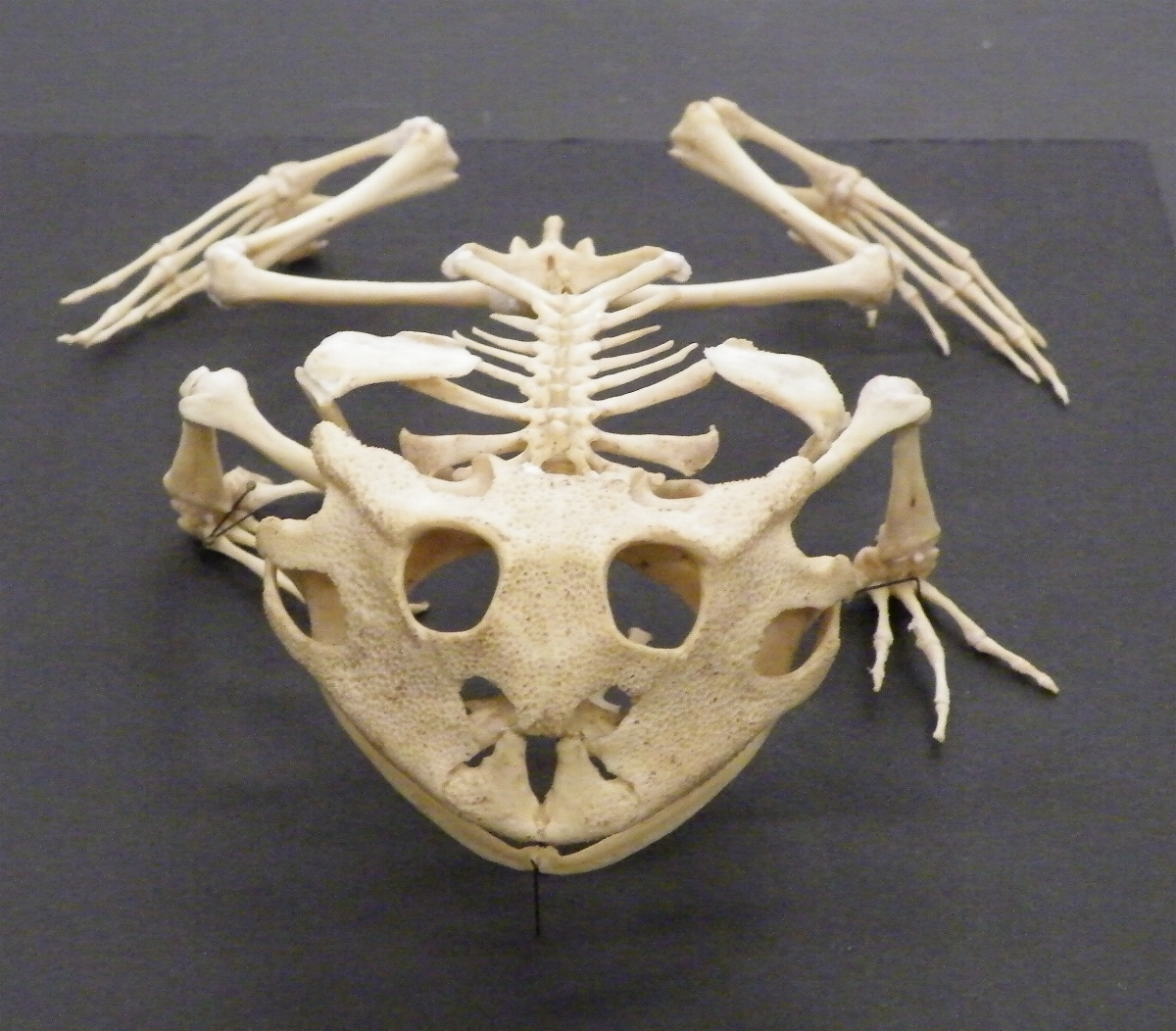
Скелет дорослого Ceratophrys cornuta
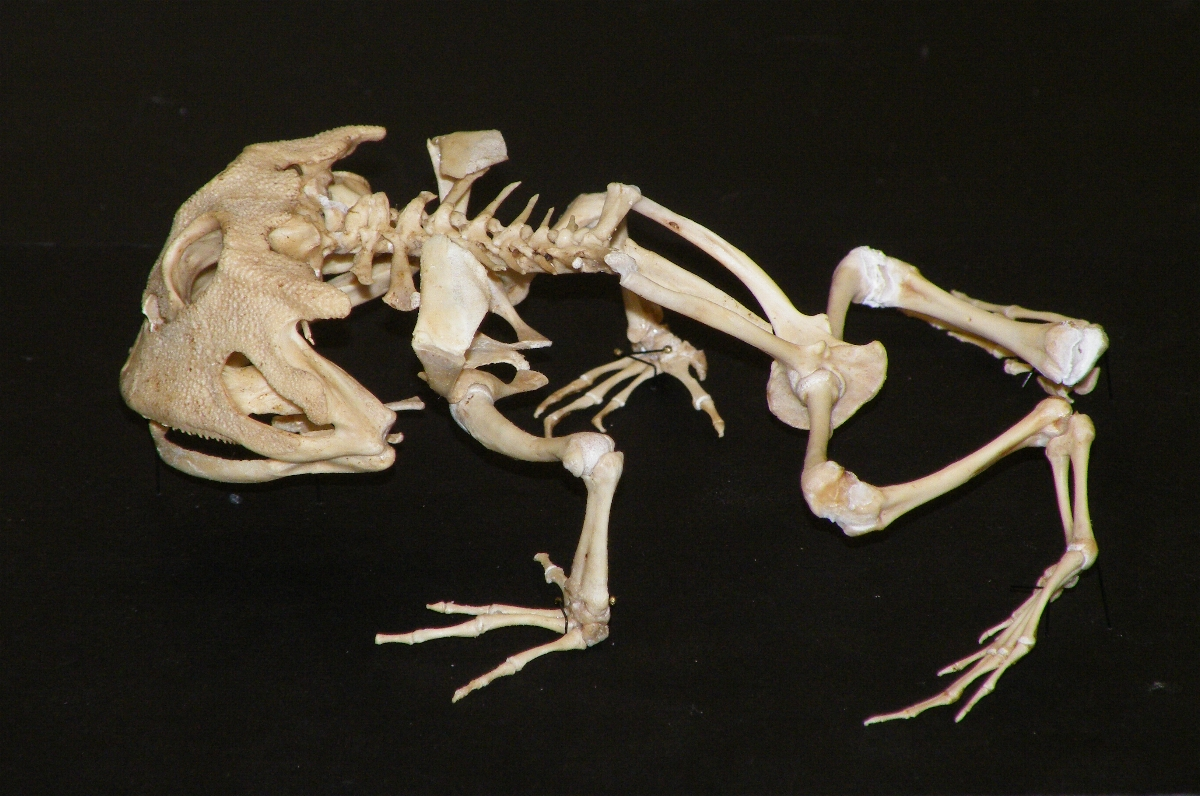
Скелет вид збоку